# Robert Longacre
Robert E. Longacre (13 de agosto de 1922–20 de abril de 2014) fue un lingüista estadounidense y misionero que trabajó en el estudio de las lenguas mixtecanas, especialmente las triquis.

## Vida personal
Nació en Akron (Ohio) el 13 de agosto de 1922. Se encontraba estudiando en el Colegio Houghton del estado de Nueva York cuando conoció a su esposa, Gwen. Después de graduarse en 1943, se casaron en 1946 y se trasladaron a México en 1947, dónde vivieron con el pueblo triqui de las montañas de Oaxaca.

## Carrera académica
Desarrolló un método y teoría de análisis de discurso, con una aproximación a los textos muy distinta al trabajo emprendido por otros especialistas, como Michel Foucault. 
Longacre fue profesor emérito de la Universidad de Texasen Arlington, donde enseñó lingüística durante más de 20 años (1972-1993), principalmente en asignaturas relacionadas al análisis del discurso. Entre 1994 y 1995 fue presidente de la Asociación Lingüística de Canadá y los Estados Unidos (LACUS por sus siglas en inglés) y  fue reconocido por esta organización en 2007.
Se mantuvo muy activo académicamente hasta el final, trabajando en un libro que se publicó después de su muerte, sobre las formas del verbo en hebreo bíblico. 
Formación:
- 1943– BA, Educación Religiosa, Colegio Houghton
- 1946– BD, Faith Theological Seminary
- 1952– MA, Lingüística, Universidad de Pensilvania
- 1955– PhD, Lingüística, Universidad de Pensilvania